# Portret Mikołaja Bazylego Potockiego
Portret Mikołaja Bazylego Potockiego – obraz nieokreślonego malarza namalowany na płótnie ok. roku 1780. Mikołaj Bazyli Potocki był mecenasem sztuki, dziwakiem i awanturnikiem. Jego zamek w Buczaczu słynął z wyuzdanych hulanek i rozpusty. Był bohaterem wielu powieści i opowiadań historycznych, powstałych głównie w XIX w.
Na portrecie pokazany został w pozie kresowego magnata, pełnej pychy i buty. W prawym rogu kartusz z herbem Pilawa i z u dołu zawieszonym na wstędze krzyżem maltańskim. Dookoła kartusza inicjały: M. P.|S. K.|W. B.|K. M.|, co oznacza: Mikołaj Potocki, Starosta Kaniowski, Wojewodzic Bełski, Kawaler Maltański. Pod koniec życia Potocki nawrócił się. Aby odpokutować za swoje bujne życie sfinansował budowę cerkwi pw. Zaśnięcia Najświętszej Marii Panny (obecnie sobór Zaśnięcia Matki Bożej) w kompleksie klasztoru bazylianów w Poczajowie, po czym przyjął obrządek greckokatolicki i w 1759 r. wstąpił jako zakonnik do tegoż monasteru, gdzie zmarł 13 września 1782 roku. Pochowany został w krypcie pod cerkwią poczajowską (od 1833 monaster ponownie znajduje się w rękach prawosławnych).
Obraz został podarowany Muzeum Narodowemu w Warszawie przez Jakuba Ksawerego Potockiego.